# Coenonympha elongata
Coenonympha elongata är en fjärilsart som beskrevs av Marcel Caruel 1947. Coenonympha elongata ingår i släktet Coenonympha och familjen praktfjärilar. Inga underarter finns listade i Catalogue of Life.